# Prueba de torniquete
La prueba de Rumpel-Leede, del lazo o de torniquete es una técnica que ofrece información sobre la fragilidad capilar, usada por ejemplo como diagnóstico diferencial para enfermedades como el dengue y otros trastornos hemorrágicos por aumento de la fragilidad.
Consiste en someter el antebrazo del paciente a una presión intermedia entre la sistólica y la diastólica durante 5 minutos. Tras la retirada del manguito de presión y esperar a que la piel recupere su estado relajado se observa la zona presionada. El conteo de petequias producidas por la rotura capilar en un área de unos 10 cm² superior a 30 da positivo en el signo de Rumpel-Leede. Esta prueba puede y de hecho se realiza normalmente con un esfigmomanómetro, de manera que si tenemos una presión arterial de 140/80, la presión a mantener durante esos 5 minutos sería de 110.
En caso de positivo en esta prueba, el protocolo varía entre organismos de control sanitario, pero por normal general se solicitará pruebas de hemoglobina, plaquetas, realizar la notificación inmediata a epidemiología y solicitar prueba rápida para dengue, así como 5 ml. de suero para muestra serológica para dengue.

## Sensibilidad de la prueba
Un estudio sobre la fiabilidad de esta prueba realizado en Costa Rica, dio como resultados positivos/negativos de un 41,0% y de un 75,1% para el grupo de riesgo y el de control, respectivamente. El valor predictivo positivo fue de solo un 35,7%, mientras que el valor predictivo negativo fue de un 79,1%. Los pacientes dados como positivos para dengue, arrojados por los resultados de esta prueba, tuvieron el doble de posibilidad de sufrir sangrado espontáneo que aquellos con resultado negativo.
La conclusión revela, por tanto, que la prueba de torniquete no es demasiado fiable para indicar fragilidad capilar y no debería utilizarse de manera definitiva para clasificar al paciente que requiere hospitalización por dengue.